# Jiaolai He
Jiaolai He (kinesiska: 胶莱河) är ett vattendrag i Kina. Det ligger i provinsen Shandong, i den östra delen av landet, omkring 240 kilometer öster om provinshuvudstaden Jinan.
Genomsnittlig årsnederbörd är 712 millimeter. Den regnigaste månaden är juli, med i genomsnitt 275 mm nederbörd, och den torraste är januari, med 8 mm nederbörd.